# تیتوس‌ویل (فلوریدا)
تیتوس‌ویل (به انگلیسی: Titusville) شهری در شهرستان بریوارد ایالت فلوریدا است که در سال ۱۸۸۷ بنیان‌گذاری شده‌است. این شهر طبق سرشماری سال ۲۰۱۰ میلادی، ۴۳٬۷۶۱ نفر جمعیت داشته و مساحت آن نیز ۶۷٫۱ کیلومتر مربع است.